# Вианор (Иванов)
Епи́скоп Виано́р (в миру Па́вел Никола́евич Ивано́в; род. 11 ноября 1972, Новосибирск) — епископ Русской православной церкви, епископ Уральский и Атырауский.

## Биография
Родился 11 ноября 1972 года в Новосибирске. Крещен в младенчестве в Вознесенском соборе города Новосибирска. В 1979 году его семья переехала в Казахстан. 1988 году окончил среднюю школу № 101 в Алма-Ате. В 1988—1992 годы учился в Алма-Атинском индустриальном техникуме, получил специальность техника-механика МПО.
C 1989 по 1992 год был алтарником в Казанском соборе Алма-Аты.
21 апреля 1992 года в Никольском соборе Алма-Аты архиепископом Алма-Атинским и Семипалатинским Алексием (Кутеповым) был рукоположен в сан диакона и направлен в Пророко-Ильинский храм города Жаркент Панфиловского района Алма-Атинской области, 23 апреля того же года — в сан священника к тому же храмe. 17 мая того же года назначен настоятелем этого храма.
С осени 1993 года по благословению архиепископа Алексия (Кутепова) начал периодически окормлять православных верующих, проживающих в Синьцзян-Уйгурском автономном районе КНР в городах Инин (Кульджа), Урумчи, Чагучак (Чичень).
22 июля 1995 года архиепископом Алексием (Кутеповым) пострижен в монашество с именем Вианор в честь мученика Вианора Писидийского.
В 1993—1996 годы заочно проходил обучение в Московской духовной семинарии.
В 1999 году назначен благочинным 5-го Алма-Атинского церковного округа.
20 марта 2000 года возведён в сан игумена.
26 апреля 2002 года по благословению архиепископа Алексия принимал участие в обретении мощей священномученика Василия Жаркентского, причисленного к лику святых на Архиерейском соборе в 2000 года. В 2002 году составил акафист священномученику Василию Жаркентскому, благословлённый к употреблению в Казахстанском митрополичьем округе.
В декабре 2003 года власти Китая задержали игумена Вианора, приехавшего в Китай из Казахстана, и удерживали его под домашним арестом. Перед тем как священнослужитель был выдворен из страны и отправлен обратно в Казахстан, были допрошены практически все православные верующие Кульджи.
В 2004 году назначен благочинным Жаркентского благочиннического округа.
С 2006 по март 2012 года по благословению митрополита Астанайского и Алма-Атинского Мефодия временно окормлял Казанский храм села Коктал Панфиловского района Алматинской области.
В 2009 году направлен в Илийский педагогический университет (город Кульджа, Китай) для обучения китайскому языку. В 2010 году завершил обучение. Во время учебы окормлял православные общины в городах Инин (Кульджа), Урумчи и Чугучак. Во время учебы исполнял послушание по временному пастырскому окормлению православных общин городов Инина (Кульджи), Урумчи и Чагучака. По согласованию с местными властями в храмах совершались церковные таинства. В январе 2010 года по благословению митрополита Мефодия во взаимодействии с местными китайскими властями подготовил и провёл празднование Рождества Христова в городе Инине (Кульдже).
1 декабря 2011 года назначен настоятелем Казанского храма села Хоргос Панфиловского района Алма-Атинской области, расположенный на границе с КНР. Проводил миссионерскую деятельность в сопредельных с Казахстаном районах Китая.
В 2013 поступил в Московскую духовную академию, которую окончил в 2017 года, защитив выпускную квалификационную работу «Православие в Синьцзян-Уйгурском автономном районе: история и современность».
В 2015 года по благословению митрополита Александра вошел в состав правительственной делегации Казахстана, посещавшей с рабочим визитом КНР.
1 февраля 2020 года назначен настоятелем храма Архангела Михаила в городе Каскелен.

### Архиерейство
24 августа 2023 года решением Священного Синода РПЦ избран епископом Уральским и Атырауским.
29 августа 2023 года в Вознесенском кафедральном соборе города Алма-Аты митрополитом Астанайским и Казахстанским Александром (Могилёвым) был возведен в сан архимандрита.
20 сентября 2023 года в Тронном зале Храма Христа Спасителя города Москвы наречён во епископа Уральского и Атырауского.
21 сентября 2023 года в Храме Христа Спасителя состоялась его епископская хиротония, которую совершили: патриарх Кирилл, митрополит Александр (Могилёв), митрополит Воскресенский Дионисий (Порубай), архиепископ Усть-Каменогорский и Семипалатинский Амфилохий (Бондаренко), епископ Видновский Тихон (Недосекин), епископ Серпуховский Роман (Гаврилов), епископ Зарайский Константин (Островский). 26 ноября 2023 года в Уральске состоялось официальное вступление в управление епархией епископа Вианора.